# Stephan von Millenkovich
Stephan von Millenkovich, pseudonym Stephan Milow (9. března 1836 Orsow, Rakousko – 12. března 1915 Mödling) byl německo-rakouský básník, spisovatel, dramatik, důstojník a kartograf.

## Životopis
Stephan von Millenkovich byl synem stejnojmenného císařsko-královského plukovníka Stephana von Millenkovich (1785–1863, r. 1835 povýšen do šlechtického stavu) a jeho manželky Marie roz. Pauszové (1796–1866). Rodiče pocházeli z důstojnické rodiny. Jemu a jeho pěti bratrům (Johann 1815–1834, Maximilian 1818–1863, Constantin 1822–1870, Michael 1826–1847 a Hauptleute 1827–1862) byla souzena vojenská kariéra, a tak odešel na vojenský výcvik do kadetní školy v Olomouci a již v šestnácti letech byl poručíkem u pěšího pluku ve Vídni.
Ve Vídni se v roce 1854 seznámil se stejně ambiciózním kamarádem, poručíkem Ferdinandem von Saarem, s nímž ho pojilo důvěrné celoživotní přátelství. Jeho služba u vojska však neměla dlouhého trvání, neboť v témže roce byl povolán do Vojenského zeměpisného ústavu, kde zůstal po celou dobu vojenské služby. Zde rozšířil mapu okolí Vídně a dosáhl hodnosti kapitána.
Millenkovich byl činný především jako lyrik a romanopisec. Mezi prvními, kdo ocenili a vyznamenali jeho básnické dílo, byli Ferdinand Kürnberger, Peter Rosegger a také Robert Hamerling. Pro jeho literární tvorbu byla příznačná Schopenhauerova filozofie a výmarský klasicismus.
V roce 1865 se oženil s Elisabeth von Reichlin-Meldegg (1846–1923), se kterou měl dva syny: spisovatele a divadelního režiséra Maxe (1866–1945) a kontradmirála Benna (1869–1946).
R. 1869 odešel jako kapitán do výslužby kvůli nervovým potížím, které pravděpodobně způsobilo silné nachlazení při mapovacích pracích v dolnorakouských horách, a od té doby se plně věnoval poezii. V roce 1870 Millenkovich prodal svůj statek v Gonobitz (dnes Slovenske Konjice), koupil malý statek s hospodářstvím (dnes Georgi Schloss) v Ehrenhausenu a usadil se s rodinou ve Steiermarku, kde ho často navštěvoval Ferdinand von Saar a kde napsal "Die Steinklopfer".
Kvůli své nemoci se r. 1880 přestěhoval do Gorice. Již jako těžce nemocný odešel s manželkou r. 1899 do Mödlingu u Vídně, kde zůstal až do své smrti v roce 1915. Stephan Millenkovich byl pohřben v čestném hrobě na hřbitově v Mödlingu (skupina H, číslo 41).

### Ocenění a vyznamenání
- 1902 Bauernfeldova cena
- 1902 pamětní deska na jeho domě v Mödlingu na ulici Schürffgasse
- 1911 u příležitosti jeho 75. narozenin byla ulice Marktgasse v Mödlingu přejmenována na Stephan-Milow-Gasse
- 1936 na památku ke 100. výročí narození zhudebnil Josef Kolleritsch (1897–1966) jeho báseň „Vor dem Ende“

## Dílo
- 1865 Veröffentlichung des ersten Lyrikbandes
- 1866 Verlorenes Glück, erstes Prosawerk
- 1867 Auf der Scholle
- 1869 Ein Lied von der Menschheit
- 1870 Neue Gedichte
- 1872 Zwei Novellen, „Lebensskizzen des Arnold Frank“, der sein größter Erfolg als Autor werden sollte
- 1877 In der Sonnenwende
- 1882 Gesamtausgabe seiner bisher erschienenen Gedichte
- 1883 Drei Novellen: Wie Herzen lieben
- 1885 Deutsche Elegien (veränderte Auflage des Elegienzyklus „Auf der Scholle“)
- 1888 Drei Dramen: Getilgte Schuld, Die ungefährliche Frau, Bedrängte Herzen
- 1888 Lebensmächte, vierteiliger Roman (soziale u. politische Probleme der Monarchie)
- 1889 Aus dem Süden, neue Gedichte
- 1893 Novellen: Frauenliebe
- 1897 Erzählende Dichtungen „Höhen und Tiefen“, (verbesserte Auflage „Lied von der Menschheit“)
- 1903 Fallende Blätter, (Verlag F. Leichter in Ohlau)
- 1907 Jenseits der Liebe, Schauspiel, online
- 1912 Abendrot
- 1913 Erste und letzte Liebe (sein letztes veröffentlichtes Prosawerk)

### V češtině
- Utonuli – úvod František Sekanina; přeložil Jan Mrazík; in: 1000 nejkrásnějších novel... č. 67. Praha: J. R. Vilímek, 1914